# 1994–1995-ös UEFA-bajnokok ligája
Az 1994–1995-ös UEFA-bajnokok ligája a legrangosabb európai nemzetközi labdarúgókupa, mely jelenlegi nevén 3., jogelődjeivel együttvéve 40. alkalommal került kiírásra. A döntőnek a bécsi Ernst Happel Stadion adott otthont. A győztes a holland Ajax együttese lett, a döntőben legyőzvén az AC Milan csapatát.
A torna lebonyolítása annyiban változott, hogy a selejtezőkör utáni csoportkör az eddigi 8 résztvevő és két csoport helyett 16 résztvevőre és 4 csoportra nőtt.

## Selejtezők
A selejtezőben 16 csapat vett részt. A 8 párosítást 4 csoportra osztották, mindegyik csoportban 2–2 párosítás volt. A párosítások győztesei az adott csoportba kerültek a csoportkörben.
Az első mérkőzéseket augusztus 10-én, a visszavágókat augusztus 24-én játszották.
A csoport
| 1. csapat     | Össz.Tooltip Aggregate score | 2. csapat    | 1. mérk. | 2. mérk. |
| ------------- | ---------------------------- | ------------ | -------- | -------- |
| Avenir Beggen | 1–9                          | Galatasaray  | 1–5      | 0–4      |
| Sparta Praha  | 1–2                          | IFK Göteborg | 1–0      | 0–2      |

B csoport
| 1. csapat           | Össz.Tooltip Aggregate score | 2. csapat      | 1. mérk. | 2. mérk. |
| ------------------- | ---------------------------- | -------------- | -------- | -------- |
| Silkeborg           | 1–3                          | Dinamo Kijiv   | 0–0      | 1–3      |
| Paris Saint-Germain | 5–1                          | Vác FC-Samsung | 3–0      | 2–1      |

C csoport
| 1. csapat        | Össz.Tooltip Aggregate score | 2. csapat    | 1. mérk. | 2. mérk. |
| ---------------- | ---------------------------- | ------------ | -------- | -------- |
| Legia Warszawa   | 0–5                          | Hajduk Split | 0–1      | 0–4      |
| Steaua Bucureşti | 5–2                          | Servette     | 4–1      | 1–1      |

D csoport
| 1. csapat     | Össz.Tooltip Aggregate score | 2. csapat       | 1. mérk. | 2. mérk. |
| ------------- | ---------------------------- | --------------- | -------- | -------- |
| AÉK           | 3–0                          | Rangers         | 2–0      | 1–0      |
| Makkabi Haifa | 2–5                          | Casino Salzburg | 1–2      | 1–3      |

## Csoportkör
A csoportkörben 16 csapat vett részt. A csoportokban a csapatok körmérkőzéses, oda-visszavágós rendszerben mérkőztek meg egymással. A csoportok első két helyén záró csapat az egyenes kieséses szakaszba jutott, a harmadik és negyedik helyezettek kiestek.
A mérkőzéseket 1994. szeptember 14. és december 7. között játszották le.

### A csoport
| Hely. | Csapat            | M | Gy | D | V | G+ | G– | Gk | P | Továbbjutás                                |     | GOT | BAR | MUN | GAL |
| ----- | ----------------- | - | -- | - | - | -- | -- | -- | - | ------------------------------------------ | --- | --- | --- | --- | --- |
| 1.    | IFK Göteborg      | 6 | 4  | 1 | 1 | 10 | 7  | +3 | 9 | Továbbjutott az egyenes kieséses szakaszba |     | —   | 2–1 | 3–1 | 1–0 |
| 2.    | FC Barcelona      | 6 | 2  | 2 | 2 | 11 | 8  | +3 | 6 | Továbbjutott az egyenes kieséses szakaszba |     | 1–1 | —   | 4–0 | 2–1 |
| 3.    | Manchester United | 6 | 2  | 2 | 2 | 11 | 11 | 0  | 6 |                                            |     | 4–2 | 2–2 | —   | 4–0 |
| 4.    | Galatasaray       | 6 | 1  | 1 | 4 | 3  | 9  | −6 | 3 |                                            | 0–1 | 2–1 | 0–0 | —   |     |

### B csoport
| Hely. | Csapat              | M | Gy | D | V | G+ | G– | Gk | P  | Továbbjutás                                |     | PAR | BAY | SPM | DKV |
| ----- | ------------------- | - | -- | - | - | -- | -- | -- | -- | ------------------------------------------ | --- | --- | --- | --- | --- |
| 1.    | Paris Saint-Germain | 6 | 6  | 0 | 0 | 12 | 3  | +9 | 12 | Továbbjutott az egyenes kieséses szakaszba |     | —   | 2–0 | 4–1 | 1–0 |
| 2.    | FC Bayern München   | 6 | 2  | 2 | 2 | 8  | 7  | +1 | 6  | Továbbjutott az egyenes kieséses szakaszba |     | 0–1 | —   | 2–2 | 1–0 |
| 3.    | Szpartak Moszkva    | 6 | 1  | 2 | 3 | 8  | 12 | −4 | 4  |                                            |     | 1–2 | 1–1 | —   | 1–0 |
| 4.    | Dinamo Kijiv        | 6 | 1  | 0 | 5 | 5  | 11 | −6 | 2  |                                            | 1–2 | 1–4 | 3–2 | —   |     |

### C csoport
| Hely. | Csapat           | M | Gy | D | V | G+ | G– | Gk | P | Továbbjutás                                |     | BEN | HAJ | STE | AND |
| ----- | ---------------- | - | -- | - | - | -- | -- | -- | - | ------------------------------------------ | --- | --- | --- | --- | --- |
| 1.    | Benfica          | 6 | 3  | 3 | 0 | 9  | 5  | +4 | 9 | Továbbjutott az egyenes kieséses szakaszba |     | —   | 2–1 | 2–1 | 3–1 |
| 2.    | Hajduk Split     | 6 | 2  | 2 | 2 | 5  | 7  | −2 | 6 | Továbbjutott az egyenes kieséses szakaszba |     | 0–0 | —   | 1–4 | 2–1 |
| 3.    | Steaua Bucureşti | 6 | 1  | 3 | 2 | 7  | 6  | +1 | 5 |                                            |     | 1–1 | 0–1 | —   | 1–1 |
| 4.    | Anderlecht       | 6 | 0  | 4 | 2 | 4  | 7  | −3 | 4 |                                            | 1–1 | 0–0 | 0–0 | —   |     |

### D csoport
| Hely. | Csapat          | M | Gy | D | V | G+ | G– | Gk | P  | Továbbjutás                                |     | AJX | MIL | SAL | AEK |
| ----- | --------------- | - | -- | - | - | -- | -- | -- | -- | ------------------------------------------ | --- | --- | --- | --- | --- |
| 1.    | Ajax            | 6 | 4  | 2 | 0 | 9  | 2  | +7 | 10 | Továbbjutott az egyenes kieséses szakaszba |     | —   | 2–0 | 1–1 | 2–0 |
| 2.    | AC Milan        | 6 | 3  | 1 | 2 | 6  | 5  | +1 | 5  | Továbbjutott az egyenes kieséses szakaszba |     | 0–2 | —   | 3–0 | 2–1 |
| 3.    | Casino Salzburg | 6 | 1  | 3 | 2 | 4  | 6  | −2 | 5  |                                            |     | 0–0 | 0–1 | —   | 0–0 |
| 4.    | AÉK             | 6 | 0  | 2 | 4 | 3  | 9  | −6 | 2  |                                            | 1–2 | 0–0 | 1–3 | —   |     |

1. ↑  Az AC Milantól 2 pontot levontak a szeptember 28-i AC Milan–Casino Salzburg mérkőzésen történtek miatt.

## Egyenes kieséses szakasz
Az egyenes kieséses szakaszban az a nyolc csapat vett részt, amelyek a csoportkör során a saját csoportjuk első két helyének valamelyikén végeztek.
|  | Negyeddöntők          | Negyeddöntők          | Negyeddöntők | Negyeddöntők | Negyeddöntők |   |                     | Elődöntők           | Elődöntők | Elődöntők | Elődöntők | Elődöntők |  |  | Döntő | Döntő | Döntő |  |
|  |                       |                       |              |              |              |   |                     |                     |           |           |           |           |  |  |       |       |       |  |
|  | Bayern München (i.g.) | Bayern München (i.g.) | 0            | 2            | 2            |   |                     |                     |           |           |           |           |  |  |       |       |       |  |
|  | Bayern München (i.g.) | Bayern München (i.g.) | 0            | 2            | 2            |   |                     |                     |           |           |           |           |  |  |       |       |       |  |
|  | IFK Göteborg          | IFK Göteborg          | 0            | 2            | 2            |   |                     |                     |           |           |           |           |  |  |       |       |       |  |
|  | IFK Göteborg          | IFK Göteborg          | 0            | 2            | 2            |   | Bayern München      | Bayern München      | 0         | 2         | 2         |           |  |  |       |       |       |  |
|  |                       |                       |              |              |              |   | Bayern München      | Bayern München      | 0         | 2         | 2         |           |  |  |       |       |       |  |
|  |                       |                       | Ajax         | Ajax         | 0            | 5 | 5                   |                     |           |           |           |           |  |  |       |       |       |  |
|  | Hajduk Split          | Hajduk Split          | Ajax         | Ajax         | 0            | 5 | 5                   | 0                   | 0         | 0         |           |           |  |  |       |       |       |  |
|  | Hajduk Split          | Hajduk Split          |              |              |              |   |                     |                     |           | 0         |           |           |  |  |       |       |       |  |
|  | Ajax                  | Ajax                  | 0            | 3            | 3            |   |                     |                     |           |           |           |           |  |  |       |       |       |  |
|  | Ajax                  | Ajax                  | 0            | 3            | 3            |   | Ajax                | Ajax                | 1         |           |           |           |  |  |       |       |       |  |
|  |                       |                       |              |              |              |   |                     |                     |           |           |           |           |  |  |       |       |       |  |
|  |                       |                       | AC Milan     | AC Milan     | 0            |   |                     |                     |           |           |           |           |  |  |       |       |       |  |
|  | Barcelona             | Barcelona             | AC Milan     | AC Milan     | 0            | 1 | 1                   | 2                   |           |           |           |           |  |  |       |       |       |  |
|  | Barcelona             | Barcelona             |              |              |              |   |                     | 2                   |           |           |           |           |  |  |       |       |       |  |
|  | Paris-Saint Germain   | Paris-Saint Germain   | 1            | 2            | 3            |   |                     |                     |           |           |           |           |  |  |       |       |       |  |
|  | Paris-Saint Germain   | Paris-Saint Germain   | 1            | 2            | 3            |   | Paris Saint-Germain | Paris Saint-Germain | 0         | 0         | 0         |           |  |  |       |       |       |  |
|  |                       |                       |              |              |              |   | Paris Saint-Germain | Paris Saint-Germain | 0         | 0         | 0         |           |  |  |       |       |       |  |
|  |                       |                       | AC Milan     | AC Milan     | 1            | 2 | 3                   |                     |           |           |           |           |  |  |       |       |       |  |
|  | AC Milan              | AC Milan              | AC Milan     | AC Milan     | 1            | 2 | 3                   | 2                   | 0         | 2         |           |           |  |  |       |       |       |  |
|  | AC Milan              | AC Milan              |              |              |              |   |                     |                     |           | 2         |           |           |  |  |       |       |       |  |
|  | Benfica               | Benfica               | 0            | 0            | 0            |   |                     |                     |           |           |           |           |  |  |       |       |       |  |

### Negyeddöntők
Az első mérkőzéseket 1995. március 1-jén, a visszavágókat március 15-én játszották.
| 1. csapat      | Össz.Tooltip Aggregate score | 2. csapat           | 1. mérk. | 2. mérk. |
| -------------- | ---------------------------- | ------------------- | -------- | -------- |
| Bayern München | 2–2 (i.g.)                   | IFK Göteborg        | 0–0      | 2–2      |
| Hajduk Split   | 0–3                          | Ajax                | 0–0      | 0–3      |
| FC Barcelona   | 2–3                          | Paris Saint-Germain | 1–1      | 1–2      |
| AC Milan       | 2–0                          | Benfica             | 2–0      | 0–0      |

### Elődöntők
Az első mérkőzéseket 1995. április 5-én, a visszavágókat április 19-én játszották.
| 1. csapat           | Össz.Tooltip Aggregate score | 2. csapat | 1. mérk. | 2. mérk. |
| ------------------- | ---------------------------- | --------- | -------- | -------- |
| Bayern München      | 2–5                          | Ajax      | 0–0      | 2–5      |
| Paris Saint-Germain | 0–3                          | AC Milan  | 0–1      | 0–2      |

### Döntő
| 1995. május 24. 20:30 |

| Ajax         | 1–0               | Milan |
| ------------ | ----------------- | ----- |
| Kluivert 85' | (0–0) Jegyzőkönyv |       |

| Ernst Happel Stadion, Bécs Nézőszám: 49 730 Játékvezető: Ion Crăciunescu (román) |

| Az 1994–1995-ös UEFA-bajnokok ligája győztese |
| --------------------------------------------- |
| Ajax 4. cím                                   |